# Ондрашовце
Ондрашовце (словац. Ondrašovce) — село в окрузі Пряшів Пряшівського краю Словаччини. Площа села 4,36 км². Станом на 31 грудня 2016 року в селі проживало 55 жителів.
В селі розміщені 2 церкви.

## Історія
Перші згадки про село датуються 1427 роком.

## Населення
| Рік:            | 1994. | 2004.   | 2014.   | 2024.   |
| --------------- | ----- | ------- | ------- | ------- |
| Кількість осіб: | 60    | 64      | 58      | 59      |
| Різниця:        |       | +6,66 % | -9,37 % | +1,72 % |

| Рік:            | 2023. | 2024.   |
| --------------- | ----- | ------- |
| Кількість осіб: | 62    | 59      |
| Різниця:        |       | -4,83 % |